# SG Wallau-Massenheim
Lo Spielgemeinschaft Wallau è una squadra di pallamano tedesca avente sede ad Hofheim am Taunus.

## Storia
Fondata nel 1975, nella sua storia ha vinto in ambito nazione 2 campionati tedeschi, 2 Coppe di Germania e 1 Supercoppa; in ambito europeo ha vinto 1 IHF Cup. Disputa le proprie gare interne presso la Ländcheshalle Wallau di Hofheim am Taunus la quale ha una capienza di 800 spettatori. Nella stagione 2013-2014 milita in 3. Liga.

## Palmarès

### Trofei nazionali
- Campionato tedesco: 2
  - 1991-92, 1992-93.
- Coppa di Germania: 2
  - 1992-93, 1993-94.
- Supercoppa di Germania: 1
  - 1994-95.

### Trofei internazionali
- IHF Cup / EHF Cup: 1
  - 1991-92.